# Tavvajaure
Het Tavvajaure is een meer in het noorden van Zweden, in de gemeente Kiruna. Het meer wordt gevoed met water van de bergen in het noorden van Zweden, minder dan 70 km van Treriksröset, het drielandenpunt met Finland en Noorwegen. Het meer ligt in een moerasgebied in een kom tussen bergen tot ongeveer 1000 meter. Het Tavvajaure is een van de weinige meren in het dal die duidelijke oevers heeft. Het water uit het Tavvajaure stroomt door de Tavvarivier naar de Lainiorivier.
meer Tavvajaure → Tavvarivier → Lainiorivier → Torne → Botnische Golf